# Fishlabs
Fishlabs GmbH  (раніше Deep Silver Fishlabs та Fishlabs Entertainment GmbH) — німецький розробник відеоігор розташований в Гамбурзі. Студія, заснована у 2004 році Майклом Шейдом і Крістіаном Лором, найбільш знана своєю серією Galaxy on Fire. Після короткочасного банкротства, Fishlabs були придбані Koch Media та реорганізовані у власний спеціалізований підрозділ мобільних ігор, підпорядкований Deep Silver як Deep Silver Fishlabs.

## Історія
Компанія Fishlabs була заснована у 2004 році Майклом Шейдом і Крістіаном Лором як Fishlabs Entertainment GmbH. Того ж року компанія отримала державне фінансування, що дозволило їй оплачувати витрати на розробку протягом кількох років, одночасно одержуючи дохід від своєї випущеної продукції. У травні 2010 року компанія повідомила про свій перехід на ММО-ринок. До середини 2013 року у Fishlabs закінчилися кошти з державного фінансування і у жовтні того ж року керівництво компанії було змушено скоротити 25 робочих місць і перейти на самоуправління. 2 грудня 2013 року медіакомпанія Koch Media придбала Fishlabs, реорганізувавши її у власний спеціалізований підрозділ мобільних ігор, підпорядкований Deep Silver як Deep Silver Fishlabs. Всі активи Fishlabs, включно з 52 співробітниками та ІВ, були також передані Koch Media, а колишню юридичну особу компанії, Fishlabs Entertainment GmbH, ліквідовано. Обидва засновники покинули компанію, вже наступного року заснувавши нову студію, Rockfish Games, що пізніше випустила фінансово успішні Everspace та Everspace 2. Після зміни власника та стабілізації свого фінансового положення, Fishlabs перейшли до діяльності видавця відеоігор.
Після закриття студії Volition, яка займалася розробкою серії Red Faction, Fishlabs представили концепцію нової гри у франшизі. Хоча ідея спочатку отримала схвальні відгуки, у листопаді 2023 року проєкт було скасовано, а близько 50 співробітників Fishlabs з 95 працюючих там на той момент — звільнені.

## Розроблені відеоігри
| Рік  | Назва гри                                              | Платформи                                                                | Дж.    |
| ---- | ------------------------------------------------------ | ------------------------------------------------------------------------ | ------ |
| 2008 | Motoraver 3D                                           | J2ME                                                                     | [ 9 ]  |
| 2009 | Galaxy on Fire                                         | iOS, Symbian, J2ME, Android, Zeebo                                       |        |
| 2009 | Powerboat Challenge                                    | iOS, J2ME, Zeebo                                                         |        |
| 2009 | Rally Master Pro                                       | iOS, J2ME, Symbian, Zeebo                                                |        |
| 2009 | Deep 3D                                                | J2ME, Symbian                                                            |        |
| 2010 | Galaxy on Fire 2                                       | J2ME, Android, Macintosh, iOS, ПК                                        |        |
| 2011 | Snowboard Hero                                         | Android, iOS                                                             |        |
| 2013 | Galaxy on Fire: Alliances                              | iOS                                                                      |        |
| 2014 | Secret Files: Sam Peters                               | iOS                                                                      |        |
| 2014 | Secret Files: Tunguska                                 | Android, iOS                                                             |        |
| 2015 | Galaxy on Fire: Manticore Rising                       | tvOS                                                                     |        |
| 2015 | Lost Horizon                                           | Android, iOS                                                             |        |
| 2015 | Secret Files: Sam Peters                               | Android                                                                  |        |
| 2016 | Galaxy on Fire 3: Manticore                            | iOS                                                                      |        |
| 2016 | Sacred Legends                                         | Android, iOS                                                             |        |
| 2016 | The Interactive Adventures of Dog Mendonça & Pizza Boy | Android, iOS                                                             |        |
| 2017 | Galaxy on Fire 3: Manticore                            | Android                                                                  |        |
| 2017 | Galaxy on Fire: Alliances                              | Android                                                                  |        |
| 2018 | Dead Island: Survivors                                 | Android, iOS                                                             | [ 10 ] |
| 2018 | Manticore: Galaxy on Fire                              | Nintendo Switch                                                          | [ 11 ] |
| 2019 | Saints Row: The Third — The Full Package               | Nintendo Switch                                                          | [ 12 ] |
| 2020 | Saints Row IV: Re-Elected                              | Nintendo Switch                                                          | [ 12 ] |
| 2021 | Chorus                                                 | Windows, PlayStation 4, PlayStation 5, Stadia, Xbox One, Xbox Series X/S | [ 13 ] |
| 2023 | Valheim                                                | Xbox One, Xbox Series X/S                                                | [ 14 ] |
| 2024 | Goat Simulator 3                                       | Xbox One, Xbox Series X/S, Nintendo Switch                               |        |

## Нотатки
1. ↑  Спільно розроблено Piktiv і Deep Silver Fishlabs за підтримки Iron Gate Studios.